# تفنگ ساچمه‌زنی تهاجمی اتیسون
تفنگ ساچمه‌زنی تهاجمی اتیسون (به انگلیسی: Atchisson Assault Shotgun) با نام کوتاه شده اتو اسالت-۱۲ (مخفف انگلیسی: AA-12) یک تفنگ ساچمه‌زنی خودکار است که توسط ماکسول اتیسون طراحی و ساخته شده‌است. این اسلحه اساس طراحی خیلی از شات‌گان‌های اتوماتیک دیگر مانند دوو یواس‌ای‌اس-۱۲ شده‌است.